# Michael Malone (Basketballtrainer)

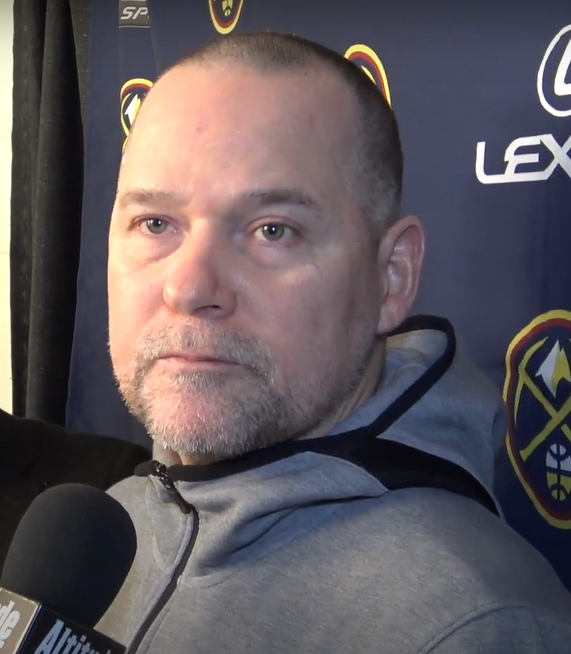
Michael Malone (2020)

Michael „Mike“ Malone (* 1971 in Astoria) ist ein US-amerikanischer Basketballtrainer. Bis Dezember 2014 trainierte er die in der nordamerikanischen Basketball-Profiliga NBA spielenden Sacramento Kings. Von 2015 bis 2025 war er Cheftrainer der Denver Nuggets.

## Trainerkarriere
Michael Malone, Sohn von Brendan Malone, der ebenfalls als NBA-Coach tätig war, war bis 1989 Schüler an der Worcester Academy im US-Bundesstaat Massachusetts. Er begann seine Trainerlaufbahn mit einer ehrenamtlichen Tätigkeit in einer Schulmannschaft in Baltimore. Von 1994 bis 2001 fungierte er als Co-Trainer im College-Basketball, darunter von 1994 bis 1995 an der Oakland University, von 1995 bis 1998 am Providence College und von 1999 bis 2001 am Manhattan College. Von 1998 bis 1999 leitete er das Büro des Basketball-Programms der Männer der University of Virginia.
Malone begann seine NBA-Profitrainerkarriere im Jahre 2001 als Trainingsassistent bei den New York Knicks, bei denen er schließlich 2003 zum Co-Trainer aufstieg. 2005 wechselte er zu den Cleveland Cavaliers, bei denen er ebenfalls die Stelle als Co-Trainer bekleidete und die während seiner Mitarbeit fünf Mal in Folge die Play-off-Runden erreichten, darunter die NBA-Endspiele der Saison 2006/2007 im Juni 2007. In der Saison 2010/11 war er als Co-Trainer für die New Orleans Hornets tätig. 2011 wechselte er wiederum als Co-Trainer zu den Golden State Warriors, wo er in der Saison 2011/2012 der bestbezahlte Co-Trainer der NBA war.
Im Juni 2013 wechselte er zu den Sacramento Kings, bei denen er ab Beginn der Saison 2013/14 die Position des Cheftrainers innehatte. Im Dezember 2014 wurde er nach nur elf Siegen aus 24 Spielen entlassen. Die Nachfolge trat zunächst kommissarisch sein Assistent Tyrone Corbin an.
Von Sommer 2015 bis 2025 war er Cheftrainer der Denver Nuggets. Die Mannschaft führte Malone in der Saison 2022/23 zum Gewinn des NBA-Meistertitels, dem ersten in der bis dahin 47-jährigen Vereinsgeschichte. Sein Schützling Nikola Jokić wurde als bester Spieler der NBA-Finalserie 2023 ausgezeichnet.

### Erfolge
- NBA-Meister 2023